# Summit megye (Ohio)
Summit megye az Amerikai Egyesült Államokban, azon belül Ohio államban található. Megyeszékhelye és legnagyobb városa Akron. Lakosainak száma 540 428 fő (2020. április 1.). Summit megye Cuyahoga, Geauga, Portage, Stark, Wayne és Medina megyékkel határos.

## Népesség
A megye népességének változása:
| Lakosok száma | 541 599 | 541 294 | 541 106 | 541 824 | 541 968 | 540 428 |
|               | 2010    | 2011    | 2012    | 2013    | 2015    | 2020    |